# Консерватория Пейрельяде
Консерватория Пейрельяде (исп. Conservatorio Peyrellade) — музыкальное учебное заведение в Гаване, основанное в 1896 году пианистом Карлосом Альфредо Пейрельяде c намерением составить конкуренцию первой кубинской консерватории, основанной десятилетием раньше Хубертом де Бланком.
К преподаванию в консерватории были привлечены виднейшие кубинские музыканты, в том числе Пабло Девернин, Игнасио Сервантес, Хосе Уайт. Среди учеников консерватории, в свою очередь, были такие заметные в дальнейшем фигуры, как композитор Эрнесто Лекуона и певица Рита Монтанер. После смерти Пейрельяде-старшего (1908) руководство консерваторией принял его младший брат Эдуардо.